# 过国
过国为任姓国。夏代寒浞掌权时期，封其子浇于过。过，又指山东省一古地名，位于今烟台莱州（旧城掖县）西北近海处。过城位于今三山岛街道过西村东。过氏原为任姓寒氏部落的一个分支，居于寒亭，后迁出至过邑。